# Arditurri

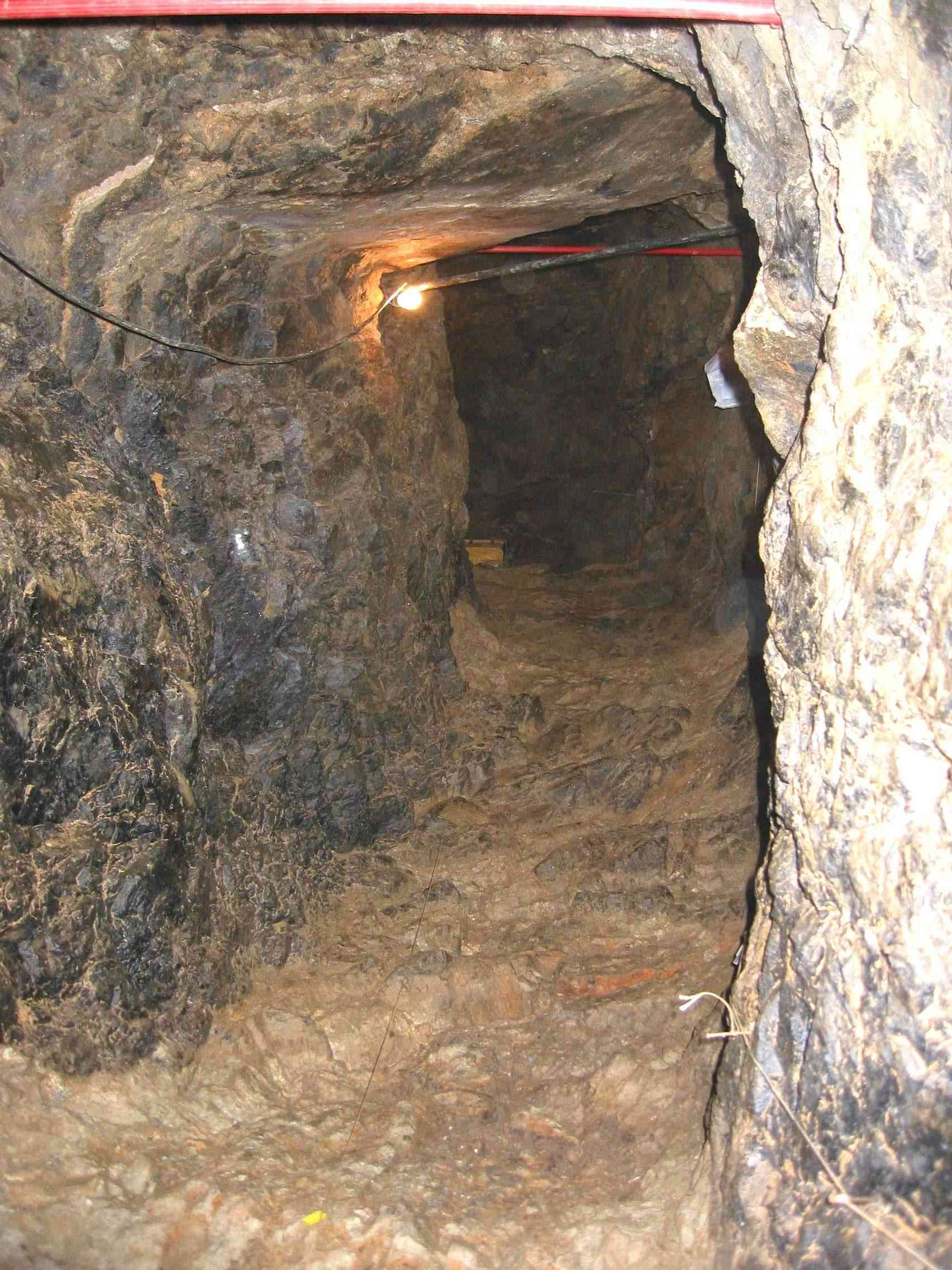
Galería romana en Arditurri.

El coto minero de Arditurri es un antiguo complejo minero situado en las Peñas de Aya, en la localidad guipuzcoana de Oyarzun, en el País Vasco, España. Este complejo minero se comenzó a explotar antes de la llegada del Imperio Romano y se mantuvo activo, prácticamente de forma ininterrumpida, hasta el año 1984, cuando la última empresa concesionaria, la Real Compañía Asturiana de Minas, cesó la actividad. Se han obtenido del mismo plata (galena argentífera), hierro, plomo, zinc, fluorita y blenda. El año 2004 pasó a formar parte del Parque natural de las Peñas de Aya y, tras la habilitación de 800 metros de galería, está abierto al público para su visita y comprensión.
Es especialmente relevante la explotación realizada en tiempos del Imperio romano, la cual alcanzó un grado alto de técnica minera en la que destaca el cuniculus, acueducto subterráneo para el sistema de drenaje de las galerías. Las minas formaban parte del distrito minero de Oiasso. La ciudad de Oiasso tenía uno de los puertos más importantes del denominado Mare Externum y estaba atravesada por la XXXIV calzada, que unía Asturica Augusta con Burdigala.  
El coto minero de Arditurri están asociado al complejo granítico de la Peñas de Aya, rico en minerales, en el cual se han encontrado muchas explotaciones mineras romanas con hallazgo de multitud de tipos de técnicas de trabajo como galerías de prospección, de tránsito y de explotación, chimeneas, pozos, planos inclinados y soluciones de drenaje. Solo en el coto de Arditurri hay 44 unidades mineras de la época romana catalogadas. 
Tras el abandono portuario de Irún, la población que sustituyó a la Oiasso romana, la salida del mineral se realizó por el, también cercano, puerto de Pasajes, para lo que se llegó a construir una línea férrea. En la dilatada historia del coto minero de Arditurri se han realizado todo tipo de técnicas de explotación; las más visibles son las minas a cielo abierto que han influido fuertemente en el entorno paisajístico creando un entramado de escombreras de estériles, planos inclinados y explanaciones. 
Hay unos 15 km de galerías abiertas en diferentes épocas y varias minas a cielo abierto. En las galerías romanas se han encontrado sistemas complejos de drenaje, lo que avala la importancia en ese tiempo de la explotación.

## Historia
Las primeras evidencias de explotación del coto minero de Arditurri se sitúan en la Edad del Hierro, aunque los restos más evidentes hallados ubican la misma en el periodo romano, sobre el siglo I de nuestra era.

### Periodo romano
La explotación del yacimiento por los romanos se fija en el periodo altoimperial, continuando durante todo el siglo I de nuestra era.
Los romanos extraían galena argentífera, de la cual se obtenía plomo y plata, que se transportaban, bien por barco desde Oiasso o por tierra por la XXXIV calzada al resto del imperio. Las galerías romanas eran estrechas y con formas abovedadas, abiertas con pico y bien trazadas. A espacios regulares se hacían huecos para situar las lámparas de iluminación. Suelos lisos y con escalones, así como con sistemas de drenaje que evitaban las inundaciones de las instalaciones.
La detección de los filones de mineral se realizaba por observación de la vegetación y mediante pozos de cata que descendían en fuerte pendiente cortando diferentes capas del terreno hasta llegar al mineral. Tras el hallazgo, se abría una o varias galería horizontales para la extracción del mismo. Las galerías se abrían por torrefacción, provocando el agrietamiento de la roca por calor.
El mineral se trituraba y se seleccionaban las partículas de mayor pureza, luego se decantaba en piletas con agua. Pasando, seguidamente a la fundición que solía realizarse en las propias instalaciones del complejo. En un primer paso se obtenía de la galena argentífera plomo y plata mezclados que luego, mediante hornos de copela, se separaban. No hay referencias en cuanto al régimen de explotación y como se gestionaba esta.

### Edad Media
En la Edad Media tomo importancia la extracción de hierro para alimentar las numerosas ferrerías que se instalaron en los alrededores. La riqueza en madera y agua junto con el mineral de hierro de las mimas, que no había sido objeto de explotación en el período anterior, sirvieron para la dinamización económica de la comarca. En 1328 el rey Alfonso XI promulga el Fuero de Ferrerías que otorga a los ferrones de Irun-Uranzu y Oyarzun.

### sigloXVIIIyXIX
A finales del siglo XVIII, en 1798, vuelve a haber interés por la explotación minera de Arditurri. El vecino de Oyarzun Juan Antonio Sein se interesa por abrir de nuevo as minas para explotar plata y plomo. La empresa impulsada por la familia Sein, llamó para dicha labor al ingeniero alemán Juan Guillermo Thalacker que era comisionado de Carlos IV. Este emitió un informe en 1804 en el que consideraba a estas minas en la misma categoría que las de Cartagena, León o Río Tinto. La importancia de complejo que Thalacker visitó queda reflejada en su informe cuando  escribió 

Cuatrocientos hombres trabajando durante 200 años no hubieran sido suficientes para horadar todas estas galerías

La explotación se realizó utilizando las galerías romanas, así como la reutilización de las escorias que todavía eran ricas en plata.  En 1830 el coto minero es explotado por la Compañía Guipuzcoana de Minas. Al ampliar las galerías realizadas anteriores se destruye el trabajo romano. Se explotaron plomo y plata. También fue importante obtención de hierro.

### Del siglo XX en adelante
Entre 1902 y 1904 la Compañía Chavarri Hermanos de Sestao comienza la explotación de hierro, para ello construye el ferrocarril hasta el puerto de Pasajes. 
A mediados del siglo XX se explota fluorita y blenda. La Real Compañía Asturiana de Minas obtiene una concesión de explotación hasta 1985. Se instala en el antiguo convento de capuchinos destruido en la I Guerra carlista y comienza la explotación de plomo y plata, pasando luego a fluorita y blenda. Llega a construir un pabellón de laminación de zinc. El material se transportaba por ferrocarril hasta Pasajes donde se distribuía por tierra, usando la línea férrea de RENFE y por mar.
En la década de los años 60 de comienza a realizar explotaciones a cielo abierto.
La Real Compañía Asturiana de Minas suspende los trabajos el 13 de noviembre de 1984 y abandona la explotación. Un año antes, el Centro de Estudios e Investigaciones Histórico Arqueológicas comenzó a realizar una serie de estudios arqueológicos en el lugar.
En 1988 el ayuntamiento de Oyarzun compra los terrenos a Asturiana de Zinc, empresa dependiente de la Real Compañía Asturiana de Minas, y comienza el planteamiento para la recuperación del área.
Entre los años 2001 y 2006 se realizan una serie de estudios para la recuperación ambiental del entrono y la puesta en valor del mismo. En 2007 se aprueba plan de puesta en valor comenzando las obras de recuperación, en especial el acondicionamiento de 800 metros de galería para la visita pública. Se integra dentro del parque natural de Peñas de Aya y se abre, en junio de 2008, al público.
En el año 2012, la arqueóloga Mertxe Urteaga directora de Arkeolan, encuentra la bocamina de Santa Bárbara o Arditurri 3, una mina que no había sido explotada desde su abandono en época romana, lo que hace de ella un yacimiento relevante. Tras el estudio arqueológico realizado por la Fundación Arkeolan, se acondiciona para su apertura al público. Se abre al público el 24 de abril de 2015.

## Visita pública
El tramo de 800 metros de galería visitable pertenece a la mina denominada Arditurri 20 o Mina Grande.  La visita comienza con una introducción basada en el informe de 1804 de Juan Guillermo Thalacker en el que se describen las instalaciones y se expone su historia. La visita guiada se extiende por un tramo de 180 metros de pasarela dejando otros 400 metros para hacerla de forma libre (denominado "visita de aventura") donde se va viendo antiguos cargaderos de material, pozos, vetas de minerales o un impresionante paisaje de lagos, de los ocho niveles que tiene el complejo cinco de ellos, por debajo del tercer nivel, el que explotaron los romanos y dotaron de drenaje, están inundados. No se llega a visitar las galerías romanas, aunque se llega a ver un tramo y el inicio del cuniculus.
En abril de 2015 se abre al público la mina romana de Santa Bárbara. esta mina cuenta con una galería de prospección, abierta con una fuerte pendiente y tallada a pico. Esta galería confluye con otra de acceso, de trazado horizontal. Ambas son estrechas, de sección ovalada y cuentan con abundantes huecos para colocación de las lámparas de aceite para iluminación.
La visita se completa con el Centro de Interpretación, instalado en el edificio de los antiguos laboratorios, y dos cercanos museos, uno el Centro de Interpretación Geológica Luberri, donde se trata  geológica y paleontológica del valle de Oyarzun así como de todo el complejo de Peñas de Aya, y el otro el  Centro de la Música Popular Herri Musikaren Txoko colección basada en el material musical recopilado por Juan Mari Beltran Argiñena, con instrumentos, partituras y piezas sonoras referentes a  la música popular. 
El trazo del antiguo ferrocarril minero se ha reconvertido en vía verde y es el lazo natural que comunica los tres puntos. En el periodo de temporada alta, hay un pequeño tren turístico que une el Centro de Interpretación con los museos.
En la antigua explanada de trabajo de la explotación minera se han instalado servíos de recreo que complementan la visita al yacimiento arqueológico-minero y se han creado dos recorridos, aparte de la vía verde del antiguo tren minero, que permiten acceder a otros elementos distantes al  Centro de Interpretación. Estos son:
- La Vuelta a Arditurri, SL-GI 1007 que rodea todo en área del Centro de Interpretación y permite acceder a la escultura de Imanol Marrodán, Plenitud y vacío: Centro y visitar oro elementos del complejo como el canal. Este recorrido tiene un longitud de 3,3 km y unos desniveles de 170 m en subida y 30 m eros en bajada, con un suelo de tierra compacta, graba o gravilla.

- La ruta de Pequeño Recorrido PR-GI 1009 Arditurri-Unaileku que permite ver las explotaciones a cielo abierto y pasa al lado del filón de San Joakin y un horno. Este recorrido tiene un longitud de 1,3 km y unos desniveles de 170 m en subida y 30 m eros en bajada, con un suelo de asfalto y similares..

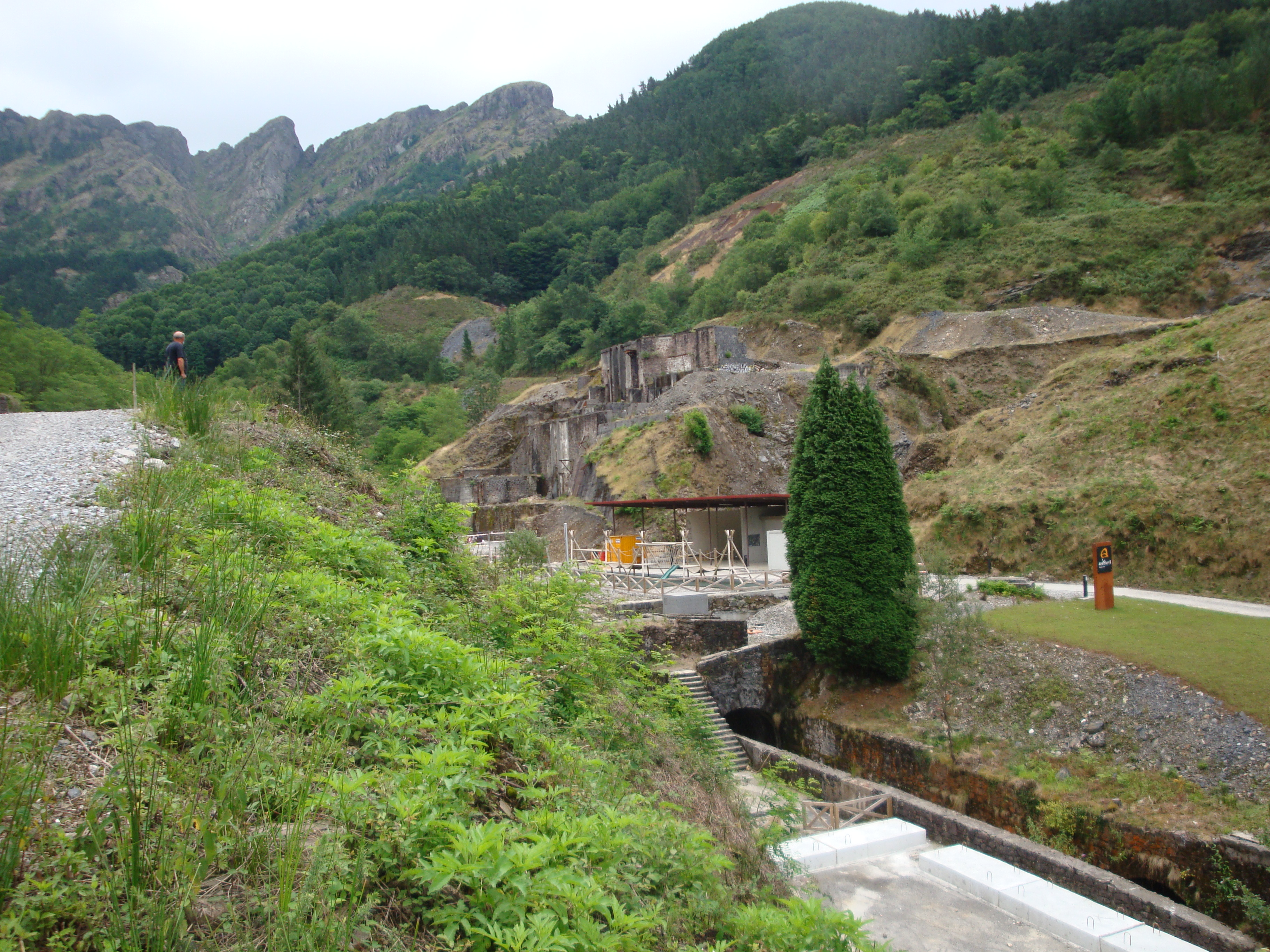
Entorno de Arditurri.

## Geología
Peñas de Aya es una gran mole de granito cuya formación paleozoica está compuesta de pizarras silíceo-arcillosas. El proceso data de la era Paleozoica, entre 300 y 250 millones de años, en el que se iniciaron  las  etapas geológicas que dieron origen al batolito de Aya. Una enorme masa de magma fue dando paso, mediante lentos procesos de enfriamiento, a una gran roca de granito que acabó fluyendo a la superficie. Se trata de unas de las formaciones geológicas más antiguas  del País Vasco. 
El batolito  se extiende en dirección nornoreste-sursudoeste con fuerte tendido sursureste y su potencia varía entre los 3 y los 13 o más metros. Los minerales susceptibles de explotación minera que se hallan en la zona son; goethita y siderita para la extracción de hierro; galena para la extracción de plomo y plata,  fluorita, blenda y ortosa.

## El ferrocarril minero de Arditurri
Para la sacar el mineral del coto minero de Arditurri se planteó la realización de un ferrocarril que uniera el mismo, situado a una altitud de 832 metros, con el puerto de Pasajes y las factorías ubicadas en su entorno. En el puerto se construyó un muelle de carga y un cargadero de mineral tipo cantaliver.  Cerca del puerto se instalaron varias factoría, una de plomo y otra de laminación de zinc. También estaban los hornos de destilación de mineral situados a 8 km de las minas.
En 1898 la Real compañía Asturiana de Minas la Real compañía Asturiana de Minas arrendó los terrenos de La Oportuna, Arditurri y Echolachuri, propiedad de Salustinao Olazabal y Otros y construye una línea de 750 mm de ancho hasta los hornos. Dos años después la sociedad Chavarri Hermanos de Bilbao adquiere los derechos sobre las concesiones de Salustiano Olazabal y se plantea la construcción de una vía férrea hasta el puerto y completar allí los servicios necesario para el trasiego del mineral.
La línea tenía una longitud de 11.370 ml. y estaba dividida en dos tramos diferenciados, uno de 5.049 ml de longitud de las minas de Arditurri al barrio de Altzibar y otro de 6.321 ml de longitud que unía el barrio de Altzibar con la fábrica de Capuchinos y el puerto.
El 25 de agosto de 1900 se autoriza la explotación ferroviaria. El proyecto, realizado por el ingeniero Joaquín Arriandiaga se publica en 15 de octubre de 1901 y obtiene concesión administrativa de 16 de abril de 1902. Se adjudica la construcción al contratista Antonio Navarro Arcellus y es encomendadas al maestro de obras Domingo Eceiza. El primer tramo, que tenía cinco túneles,  se finalizó el 19 de mayo de 1902. 
La línea con ancho de carril de 750 mm discurría en paralelo al río Oyarzun, llega al núcleo urbano de Pasajes en el punto kilométrico 10,8. En Rentería tenía una conexión con la Compañía de los Caminos de Hierro del Norte de España de vía ancha.
El ferrocarril estuvo operativo a partir de 1905, contaba entonces con tres locomotoras de 14 CV, 35 CV y 70 Cv. . Sus características eran:
- Radios mínimos de 70 ml.
- Vía tipo Vignole.
- Ancho de carril 750 mm.
- Banqueta de 3,5 ml.
- Pendientes nferiores a 12 milésimas
- Longitud en túnel: 670 ml.
- Tipo de puentes: todos metálicos.

Túneles
1. 30 ml de longitud y tres anillos de revestimiento.
2. 75 ml de longitud y totalmente revestido.
3. 30 ml de longitud y revestido en la mitad de su extensión.
4. 40 ml de longitud y totalmente revestido
5. 65 ml de longitud y revestido total en las bocas, y 1/2 punto en el resto
6. 75 ml de longitud y sin revestimiento
7. 130 ml de longitud y totalmente revestido
8. 225 ml de longitud y sin revestimiento

Puentes
1. Herrerías Antiguas en el punto kilométrico 2 de 6 ml de longitud construido con 4 vigas doble T de 6,00 x 0,24 x 0,10
2. Bordazpi en el punto kilométrico 4 de 7 ml de longitud construido con 4 vigas doble T de 7,00 x 0,24 x 0,10
3. La Reguera Molino Isasti en el punto kilométrico 7 de 6 ml de longitud construido con 4 vigas doble T de 6,00 x 0,24 x 0,10
4. La Reguera Molino Isasti en el punto kilométrico 7 de 6,5 ml de longitud construido con 4 vigas doble T de 6,00 x 0,24 x 0,10
5. La Reguera Molino Isasti en el punto kilométrico 7 de 8,4 ml de longitud construido con 2 vigas de alma llena de 6,00 x 0,60 x 0,20
6. Paso sobre el Fc minero de Artikutza	en el punto kilométrico 5 de 4 ml de longitud construido con 4 vigas de doble T de 5,00 x 0,24 x 0,10
7. Paso sobre sendero en el punto kilométrico 8 de 6 ml de longitud construido con 4 vigas doble T de 6,00 x 0,24 x 0,10
8. Paso sobre el Río Oyarzun en el punto kilométrico 8 de 43,2 ml de longitud construido con dos pilas intermedias y tres tramos metálicos formados por vigas de doble T con alma llena
9. El Castaño en el punto kilométrico 10 de 6 ml de longitud construido con cuatro vigas doble T de 6,00 x 0,24 x 0,10
10. Renteria en el punto kilométrico 10 de 6 ml de longitud construido con cuatro vigas doble T de 6,00 x 0,24 x 0,10
11. Canal de la Fábrica Pekín en el punto kilométrico 10 de 6 ml de longitud construido con cuatro vigas doble T de 6,00 x 0,24 x 0,10
12. Salvando el camino Rentería a Astigarraga en el punto kilométrico 10 de 7 ml de longitud construido con cuatro vigas doble T de 7,00 x 0,24 x 0,10
13. Sobre el Ferrocarril de San Sebastián a la frontera francesa (Topo) en el punto kilométrico 11 de 6 ml de longitud construido con cuatro vigas doble T de 6,00 x 0,24 x 0,10
14. Junto al depósito de mineral en el punto kilométrico 11,365 de 3,5 ml de longitud construido con cuatro vigas doble T de 3,5 x 0,24 x 0,10

Tras pasar por varias manos y ser subastada con el resto de las instalaciones la adquiere la empresa Sociedad Minera de Oyarzun. En la Primera Guerra Mundial se suspende la actividad tanto de la mima como del tren. Tras la guerra la Real Compañía Asturiana de Minas vuelve a interesarse por las instalaciones mineras y plantea la posibilidad de construir una línea aérea para el transporte del mineral.
la Real Compañía Asturiana de Minas lo moderniza y lo mantiene en funcionamiento hasta 1966 que cierra al ser confiado el transporte del mineral a camiones.
En el cantaliver se usaban vagonetas de 1,33 m³ con bordes de madera sobre carril de 15 kg/ml y vía de 600 mm de anchura. De esa misma anchura era la red interior de las minas, en la que se trabajaba con locomotoras eléctricas con baterías.
Después de muchos años abandonada la línea de reconvierte en vía verde que se puede recorrer en bicicleta, patinete o a pie en toda su extensión.El recorrido forma parte del catálogo de senderos balizados como de Pequeño Recorrido (PR) con la denominación PR-GI 1009.

### Parque móvil
El ferrocarril contó con locomotoras, vagonetas y vagones.
Locomotoras
- Arditurri fabricada por Kerr Stuart	en 1902	.
- Montefuerte fabricada por Kerr Stuart.
- Santa Bárbara	fabricada por 	Arnold Jung en 1906.

Vagonetas y vagones
- 10	Vagones metálicos de dos ejes y de 2 m³ de capacidad
- 3	vagonetas Koppel
- 2	mesillas
- 3 coches de traslado de personal.
- 1 automóvil adaptado a vía de 750 mm.[4]